# Пуллах-им-Изарталь
Пуллах-им-Изарталь (нем. Pullach im Isartal) — община в Германии, в земле Бавария.
Подчиняется административному округу Верхняя Бавария. Входит в состав района Мюнхен. Население составляет 8733 человека (на 31 декабря 2010 года). Занимает площадь 7,41 км².
В Пуллахе до февраля 2019 года находилась штаб-квартира немецкой разведки BND.